# The Desperados Are in Town
Pour plus de détails, voir Fiche technique et Distribution.
The Desperados Are in Town est un film américain réalisé par Kurt Neumann, sorti en 1956.

## Fiche technique
- Titre : The Desperados Are in Town
- Réalisation : Kurt Neumann
- Scénario : Kurt Neumann et Earle Snell
- Photographie : John J. Mescall
- Musique : Paul Sawtell et Bert Shefter (en)
- Pays de production : États-Unis
- Format : Noir et blanc - 2,35:1 - Mono
- Genre : western
- Durée : 73 minutes
- Date de sortie : 1956

## Distribution
- Robert Arthur : Lonny Kesh
- Kathleen Nolan : Alice Rutherford
- Rhys Williams : Jud Collins
- Rhodes Reason : Frank Banner
- Dave O'Brien : Dock Lapman / Mr Brown
- Kelly Thordsen : Big Tobe Lapman
- Mae Clarke : Jane Kesh
- Robert Osterloh : Shériff Mike Broome
- William Challee : Tom Kesh
- Carol Kelly : Hattie
- Frank Sully : Carl Branch
- Morris Ankrum : Mr Rutherford
- Byron Foulger : Jim Day